# Miss Mundo 1966
Miss Mundo 1966 foi a 16ª edição do concurso de beleza feminino de Miss Mundo. O certame idealizado pelo gerente de vendas publicitárias da Mecca Leisure Group, Eric Douglas Morley, foi realizado no dia 17 de novembro de 1966. Tendo como palco o Lyceum Theatre, o concurso reuniu cinquenta e uma (51) candidatas - três a mais que no ano anterior - de diferentes países. A vencedora do certame foi a representante da Índia, Reita Faria, coroada pela bailarina lituana - e jurada da competição neste ano - Svetlana Berisova, devido a ausência da Miss Mundo 1965, Lesley Langley.

## Concurso

### Convites
O concurso de Miss Mundo estava ficando cada vez maior a cada ano. Em 1966, foram enviados convites a mais de 70 nações e, apesar do escândalo das fotos de Lesley Langley, um total de 66 países confirmaram, a princípio, sua vontade em participar, incluindo dois do bloco comunista. Naquele ano, na Austrália e no Peru, não houve seleção de representantes para Londres, enquanto competições nacionais não foram realizadas na Libéria, Portugal e Tunísia. Na Jordânia, não houve competição, mas o diretor enviou a eleita de 1964, que não pôde participar naquele ano. Na Nicarágua, nenhum concurso foi realizado naquele ano, mas os organizadores decidiram que enviariam sua vencedora de 1965, que fora premiada como o candidata mais popular na competição Miss Internacional.
Dos 66 países confirmados inicialmente, as candidaturas da Tchecoslováquia e Singapura já haviam sido descartadas em outubro. Uma terceira representante foi removida da lista antes de iniciar a competição, ela era a senhorita Taiti (Sonia Agnieray) que não viajaria para Londres por razões desconhecidas. Com 63 países ainda na lista, o concurso prometeu ser o evento mais movimentado da história. No entanto, outros três países se retiraram no início de novembro. A Miss Espanha (Paquita Torres Pérez) anunciou à mídia de seu país que não compareceria ao evento devido à presença da candidata do Gibraltar, assim como sua antecessora no ano anterior. Ela disse: "Eu não entendo política, mas entendo que não devo ir. Como andaluza, a bandeira britânica em Gibraltar me ofende." Por razões desconhecidas, a austríaca Evi Rieck e a boliviana Toty López também foram retiradas da lista de participantes.
A candidata da Rodésia (Gaynor Watts), que deveria ter chego para a competição, foi impedida no último minuto de viajar para Londres pelo governo de seu país, devido ao controle monetário imposto pelo boicote britânico contra o país africano, que havia declarado unilateralmente sua independência do Reino Unido e deixou a comunidade das nações britânicas. Enquanto as misses da Colômbia (María Estelia Sáenz Calero) e Uruguai (Susana Regeden) não chegaram por motivos desconhecidos.

### Tentativa de Sequestro
Sábado, 12 de novembro, foi o dia destinado a visitar os diferentes pontos turísticos da capital britânica. As candidatas visitaram a famosa Torre de Londres, assistiram à troca de guardas no Palácio de Buckingham, visitaram a Catedral de São Paulo e a Piccadilly Circus. Também houve tempo para visitar shopping centers e fazer compras. À noite, elas compareceram a uma recepção no Pigalle Club. Naquela noite chegou a Miss Itália (Gigliola Carbonara). No domingo 13, as participantes tiveram uma manhã livre para ir à igreja. Então, à tarde, elas visitaram a Universidade de Cambridge, onde participaram de um debate sobre o tema "Beleza não é desculpa", que foi defendida pela Miss Filipinas em nome das competidoras.
Mas, pouco antes de iniciar a apresentação em Cambridge, quando as candidatos chegaram ao campus, nove estudantes tentaram sequestrar a Miss África do Sul, mas o plano falhou. Eric Morley havia sido notificado da possibilidade de algo acontecer, porque era a semana de arrecadação de caridade da universidade, então ele contratou guarda-costas e decidiu mudar o caminho que as competidores normalmente seguiriam. No entanto, os sequestradores chegaram em dois carros e dois deles tentaram arrastar a sul-africana para um dos veículos. Ela gritou por socorro e sua escolta, o estudante de medicina Michael Silver, bateu neles com o guarda-chuva enquanto Barre Foster, um dos guarda-costas do concurso, dava socos. A beldade de 22 anos Johanna Carter caiu de joelhos na luta de 30 segundos. Então, os nove sequestradores, que se acreditava serem também sul-africanos, fugiram em seus veículos. Essa tentativa de sequestro fazia parte de um plano para a semana de trote da universidade, uma farra anual durante a qual os estudantes tentavam arrecadar dinheiro para caridade. Os nove estudantes planejavam devolver a candidata mediante resgate.

### Desclassificação da Miss Nigéria
Os organizadores do concurso desqualificaram Uzor Okafor, 22, da Nigéria, no domingo (13 de novembro), após um incidente diplomático sobre seu patrocínio. Além disso, descobriu-se que Uzor era casada e mãe de duas filhas, por isso foi convidada a se retirar do hotel. Ela respondeu que nunca realmente queria participar e que havia feito isso apenas porque o marido britânico insistiu. A desqualificação seguiu após uma declaração de Latif Dosumu, alto comissário da Nigéria em Londres, negando que a participação de Uzor tivesse algum apoio oficial do governo. As participantes normalmente participavam de um concurso em seus próprios países. Mas nenhum concurso de "Miss Nigéria" foi realizado naquele ano.
Uzor, de Lagos, disse que foi ao Alto Comissariado da Nigéria em Londres que lhe dissera para se registrar como candidata oficial. Mas Dosumu disse: "Eu disse a ela que meu governo não podia se envolver em concursos de beleza". Uzor respondeu: "Eu nunca disse que tinha sido patrocinado por alguém. Foi uma boa vontade que eu representei o governo nigeriano e Meca sabia disso." Eric Morley, que organiza o concurso, disse que, diante da declaração do oficial nigeriano, Uzor teve que ser desclassificada. Disse ainda que seu formulário de inscrição não havia sido assinado por um patrocinador, algo exigido nas regras do concurso, então a candidata quebrou as regras. A beleza nigeriana empacotou suas coisas e deixou o hotel enquanto as outras 51 meninas dormiam. "Eu gostaria de não ter colocado os pés no concurso".

### O segredo da Miss Ceilão
"Eu não sou a verdadeira Miss Ceilão, sou estudante em Londres", disse Priscilla Martenstyn. Mas ela não seria desqualificada do concurso. Um oficial da Meca Promotions disse que ainda a considerava uma concorrente oficial. Priscilla nasceu no Ceilão, mas vive com sua família em Mill Hill, Londres, nos últimos dez anos. "A escola me deu permissão para sair para participar do concurso. Eu sabia que a verdadeira Miss Ceilão se recusara a participar, então enviei minhas fotografias para os organizadores locais e perguntei se eu poderia participar. Então, recebi um telefonema aqui em Londres dizendo que eu poderia participar do concurso e é assim que aqui estou. Mas nunca fui a um concurso de beleza em toda a minha vida antes." Priscilla, 19, confessou que não tem permissão para usar maquiagem na Orange Hill Grammar School, onde estuda. Mas agora ela passa horas em um salão de beleza e usa um sari que um amigo lhe emprestou. Ninguém sabia por que a verdadeira Miss Ceilão, Lorraine Roosmalecocq, de 20 anos, não havia chego ao concurso. Priscilla disse que Lorraine havia competido no Miss Universo e depois soube que não queria mais. Jean Gibbons, de Meca, foi informado de que ela não participaria porque decidiu ficar na América. "Mas estamos muito felizes por ter Priscilla conosco", disse Gibbons. "Ela pode não ser a concorrente oficial de seu país, mas é a garota selecionada pelos patrocinadores de seu país e isso nos deixa satisfeitos." 

### Os problemas financeiros da Miss Índia
Quando a indiana Reita Faria chegou à competição, ela tinha apenas 3 libras na bolsa. Ela usava um sari emprestado que já usou em várias ocasiões, trouxe um maiô que estava um pouco desbotado pelo uso e que lhe fora emprestado pela Miss Índia 1965, Persis Khambatta; e um vestido que custava 15 libras em um mercado popular em Bombaim.
"Depois de ganhar o Miss Índia, os organizadores perceberam que eu não tinha passaporte, então houve uma luta para conseguir meu passaporte e obter um visto à tempo", disse ela. "Eu nem tinha os troféus de Miss Bombaim e Miss Índia, eles não estavam prontos quando o concurso aconteceu. Eles me deram uma réplica de madeira e um cheque em um envelope", disse ela. Suas vitórias adicionaram uma soma principesca naqueles dias: 5.000 como Miss Bombaim e 10.000 como Miss Índia. "Eu dei o prêmio em dinheiro para minha mãe, que cuidava de uma criança em um orfanato em Mumbai", completou Faria.
Embora ela viesse de uma família rica em Goa, o motivo de sua pobreza era devido às restrições monetárias do governo da Índia que impediram qualquer cidadão de deixar o país com uma quantia superior a três libras esterlinas. Do grupo de concorrentes, ela era a "mais pobre". Mas ela não se importava muito. Na verdade, ela não tinha interesse no concurso e parecia mais um espectador em vez de uma participante. Ela nunca pensou em ser Miss Mundo. Ela ficou feliz só por ter ido a Londres com todas as despesas pagas e apreciado os passeios turísticos oferecidos ao máximo. Ela pediu dinheiro emprestado a algumas famílias indianas que moravam em Londres para comprar alguns presentes e livros que a ajudariam em seus estudos médicos. Ela também teve que comprar outro maiô, porque o que havia pego emprestado era pequeno e saltos, que nunca havia usado antes. Com a colega de quarto, do Ceilão, com quem fez uma grande amizade, pouco ou nada falou sobre o concurso. Embora não tivesse nenhum tipo de preparação na passarela, aprendeu apenas olhando as outras garotas enquanto desfilavam em ensaios.

### Favoritas
As favoritas, segundo o bookmaker de Glasgow John Banks, eram a Miss África do Sul, Suécia e Iugoslávia. Todas com apostas de 10 para 1. Miss USA e Miss França estavam logo atrás com 12 para 1. Uma casa de apostas em Belfast, Irlanda do Norte, mencionou Miss Canadá, Diane Coulter também como favorita.
Este ano, muitas das concorrentes já eram profissionais. Por exemplo, a francesa e a alemã eram esteticistas, a sul-africana era técnica de pesquisa médica e a irlandesa era pintora, enquanto a da República Dominicana queria ajudar no desenvolvimento de seu país. Miss Canadá era modelo e Miss Japão "só queria ser dona de casa". As participantes deste ano tinham entre 17 e 25 anos de idade e altura entre 1,57m e 1,72m.
Algumas participantes já haviam participado anteriormente do Miss Universo. Foi o caso dos representantes da Bélgica, França, Guiana e Nova Zelândia (em 1966) e Luxemburgo (em 1964). Miss Suécia também participou do Miss Europa em 1966, além da candidata belga.

### Noite final
Às 9h30 da noite, a transmissão da BBC One começou com a introdução de Philip Lewis, mostrando a pré-gravação que eles fizeram na segunda-feira com as candidatas vestindo seus trajes nacionais. A transmissão ininterrupta de 55 minutos do evento contou com Michael Aspel como comentarista e foi transmitida ao vivo no momento em que as 15 semifinalistas foram anunciadas. As sortudas foram chamados em ordem alfabética e subiram ao palco para desfilar individualmente seus vestidos de noite.
Após a apresentação das 15 semifinalistas e enquanto elas vestiam seus trajes de banho novamente, o grupo "Os Três Monarcas" (Les Henry, Eric Yorke e Dave Conway) com seus harmônicos, fez o intervalo musical para o deleite de o público. Em seguida, as 15 semifinalistas em seus trajes de banho foram novamente apresentadas em ordem alfabética. Ao final do desfile individual, todas retornaram ao palco para que os juízes pudessem compará-las e selecionar as 7 que iriam para a próxima rodada. Michael Aspel anunciou as 7 finalistas e as entrevistou brevemente. Eles eram do: Brasil, Grécia, Índia, Itália, Noruega, Estados Unidos e Iugoslávia. A pergunta que fizeram à indiana era por que ela queria ser médica. Quando ela respondeu que o seu País precisava de mais obstetras e ginecologistas, Michael Aspel disse que a Índia tinha muitos bebês. Reita disse que isso era algo que seu país precisava desencorajar. Sua resposta recebeu muitos aplausos. Posteriormente, as sete finalistas receberam uma serenata do cantor Mark Wynter.
Devido à ausência da rainha cessante, a britânica Lesley Langley, Eric Morley havia solicitado ao príncipe Rainier de Mônaco e sua esposa Grace que coroassem a nova Miss Mundo, mas eles recusaram. A princesa Muna, esposa do rei Hussein da Jordânia também recusou. Bob Hope também não pôde comparecer. Então coube a bailarina Svetlana Berisova, que fazia parte dos juízes, para colocar a coroa na nova rainha da beleza mundial.
Os jurados então emitiram seu veredicto final, enquanto as sete finalistas esperavam ansiosamente nos bastidores. Alan Fairley, da Meca, subiu ao palco para entregar os prêmios e Eric Morley para anunciar os resultados finais em ordem inversa. Em quinto, com um prêmio de £ 100 libras, classificou-se a italiana Gigliola Carbonara; na quarta posição, Miss Brasil, Marluce Rocha Manvailler, com 150 libras esterlinas. Em terceiro lugar e vencedora de £ 250, Miss Grécia, Efi Fontini Ploumbi. Em segundo lugar e vice-campeã, a candidata iugoslava, Nikica Marinovic, que pensou ter vencido e quase se sentou no trono real. Marinovic ganhou 500 libras esterlinas. Como nos anos anteriores, todas as finalistas receberam um troféu em forma de globo e, pela primeira vez, as quatro finalistas receberam pequenas coroas que foram colocadas por Fairley.
Nos bastidores estavam Miss Índia, Noruega e Estados Unidos, que aguardavam nervosamente o anúncio final. Então Morley disse: "E a nova Miss Mundo 1966 é... Miss Índia!" Em Reita Faria foi colocada a faixa, onde logo subiu ao palco e sentou-se no trono real, enquanto a dançarina Svetlana Berisova a coroava como a nova Miss Mundo. Fairley entregou a xícara de prata e um cavalheiro com cartola, assistente de produção, entregou o cetro real e colocou a capa de arminho em seus ombros para a primeira rainha do mundo, não apenas da Índia, mas também do continente asiático, que partiu para fazer sua caminhada triunfal ao ritmo da famosa marcha do evento.
Quando a vencedora recebeu seu cheque, ela engoliu em seco, porque não podia acreditar que, se era a candidata mais pobre, agora era a mais rica! Sete dos 10 juízes votaram nela para ganhar. No baile de coroação realizado no "Café de Paris", os prêmios foram atribuídos ao sexto e sétimo lugar, que foram para Miss USA e Miss Noruega, que obtiveram 50 e 25 libras respectivamente, além de seus respectivos troféus. Morley confessou que estava aliviado porque não queria que outra Miss Reino Unido vencesse novamente. O concurso de 1966 foi o mais assistido na história da competição até aquele momento. A audiência alcançou 24 milhões de telespectadores no Reino Unido, tornando-se o programa de TV mais assistido na televisão britânica naquele ano. Além disso, vários milhões mais assistiram à transmissão do concurso em outros países do mundo.

### Campeã
Reita Faria nasceu em 23 de agosto de 1943 em Mumbai e seus pais eram de Goa. Seu pai trabalhava em uma fábrica de água mineral e sua mãe Antoinette possuía um salão de beleza. Ela foi educada em um convento. Ela admitiu que entrou no concurso apenas por brincadeira. "Era para ser apenas uma piada, uma experiência. Tudo o que eu precisava fazer era enviar uma foto para os organizadores e minha irmã mais velha, Philomena, me levou a um estúdio para comprar uma", lembrou ela. Reita era uma estudante de medicina do quinto ano no "Grant Medical College & Sir JJ Group of Hospitals". Logo depois de ganhar o título, ela viajou muito pelo mundo, esteve com Bob Hope no Vietnã e entre os países latino-americanos que visitou, estavam: Venezuela, República Dominicana e Equador, onde se recusou a desfilar em traje de banho. Depois de voltar do Vietnã, ela conheceu em Hollywood um advogado chamado David Gorton, 31, que se apaixonou à primeira vista e com quem planejava se casar em breve. No entanto, para alívio de Morley, o relacionamento não prosperou e Reita decidiu permanecer solteira durante seu ano de reinado e, assim, cumprir seus compromissos. Depois de completar seu ano de reinado e esperando que todos esquecessem que ela foi Miss Mundo, ela estudou no "King's College Hospital", em Londres, onde conheceu seu mentor e futuro marido, David Powell. Ela desenhou parte de seu guarda-roupa e anunciou que entraria no mundo do design de moda com a marca Faria-Carnaby Street Fashions. Em 1967, Reita coroou sua sucessora, foi julgadora do concurso nas edições de 1968 e 1976 e esteve presente como convidada nas comemorações dos 25 anos do evento em 1975 e nos 50 anos celebrados em 2000.
Faria finalmente retornou à Índia em 1969, apenas para sair novamente; dessa vez, em Boston, onde ela e Powell trabalhariam como médicos após o casamento que teve lugar na terça-feira, 5 de janeiro de 1971. O casal se mudou para Dublin definitivamente depois que as duas filhas, Deirdre e Ann Marie, nasceram. Quando as meninas tinham quatro e cinco anos, Faria decidiu desistir de sua prática. "Como as garotas estavam com apenas um ano de diferença, aqueles eram dias loucos. O trabalho de David era muito demorado para ele, então pensei que estaria em casa até que as crianças precisassem de mim - e isso ainda está acontecendo", diz ela. Powell continua praticando como endocrinologista e Faria ocupada com seus cinco netos (Patrick, Cormac, David, Maria e Johnny), golfe, esqui ocasional e culinária. "Faço tudo em casa, até pão", diz ela.
"O mundo do glamour nunca poderia me dar essa segurança fundamentada. Eu gostaria que as meninas hoje percebessem a natureza fugaz da fama e da aparência. Correndo atrás desses lampejos de publicidade, tentando se apegar ao que muda tão rapidamente e sempre buscando variedade, seja em ambições ou relações, é provável que cause angústia. Hoje em dia, é incomum uma celebridade ter uma família feliz, mas é aí que reside a verdadeira felicidade - em relacionamentos seguros", diz ela. É isso que a leva de volta à Índia a cada poucos anos: encontrar familiares e amigos em Mumbai. Em 2016, para comemorar o 50º ano de seu título, suas filhas, ambas médicas, fizeram uma pequena celebração com a família em Dublin, em 17 de novembro. "Quando David e eu olhamos para nossa vida - 53 anos juntos, incluindo quatro antes do casamento -, percebemos que temos um ao outro, boa saúde, filhos e netos, e ainda tantos interesses em comum, do golfe ao esqui. O que mais alguém quer? Eu tenho meu mundo inteiro", diz Faria.

## Resultados
| Posição                 | País e Candidata |
| Vencedora               | - Índia - Reita Faria |
| 2º. Lugar               | - Iugoslávia - Nikica Marinović |
| 3º. Lugar               | - Grécia - Efi Ploumbi |
| 4º. Lugar               | - Brasil - Marluci Manvailler |
| 5º. Lugar               | - Itália - Gigliola Carbonara |
| 6º. Lugar               | - Estados Unidos - Denice Blair |
| 7º. Lugar               | - Noruega - Birgit Andersen |
| (TOP 15) Semifinalistas | - África do Sul - Johanna Carter - Argentina - Graciela Guardone - Alemanha - Jutta Danske - Canadá - Diane Coulter - França - Michèle Boulé - Guiana - Umblita Van Sluytman - Reino Unido - Jennifer Summers - República Dominicana - Jeanette de Ocoa |

     Colocação não-oficial, revelada posteriormente ao final do evento.

## Jurados
Ajudaram a definir a campeã:
1. Ty Hardin, ator;
2. Henry Mancini, compositor;
3. Lady Annabel Birley, socialite;
4. Beni Montresor, diretor de filmes;
5. Kaarina Leskinen, modelo e Vice-Miss Mundo 1962;
6. Sharmini Tiruchelvam, escritora e personalidade da TV;
7. Plerng Nobadol Rabidhadana, embaixador;
8. Peter Dimmock, executivo da BBC;
9. Svetlana Beriosova, bailarina;
10. Tiburcio Baja, embaixador;

## Candidatas
Disputaram o título este ano:
| - África do Sul - Johanna Maud Carter - Alemanha - Jutta Danske - Argentina - Graciela Guardone - Aruba - Reina Patricia Hernández - Bahamas - Dorothy Cooper - Bélgica - Mireille De Man - Brasil - Marluci Rocha Manvailler - Canadá - Diane Coulter - Ceilão - Priscilla Martenstyn - Chile - Amelia Sonia Galaz Cortés - Chipre - Annoula Aivaliotou - Coreia do Sul - Chung Eul-sun - Costa Rica - Sonia Mora - Dinamarca - Irene Poller Hansen - Equador - Alexandra Vallejo Klaere - Estados Unidos - Denice Estelle Blair - Filipinas - Vivienne Lee Austria | - Finlândia - Marita Gellman - França - Michèle Boulé - Gâmbia - Oumie Barry - Gibraltar - Grace Valverde - Grécia - Efi Fontini Ploumbi - Guiana - Umblita Claire Van Sluytman - Holanda - Anneke Geerts - Honduras - Danira Miralda Buines - Índia - Reita Faria - Irlanda - Helen McMahon - Islândia - Audur Hardardóttir - Israel - Segula Gohr - Itália - Gigliola Carbonara - Iugoslávia - Nikica Marinović - Jamaica - Yvonne Walter - Japão - Harumi Kobayashi - Jordânia - Vera Jalil Khamis | - Líbano - Marlene Talih - Luxemburgo - Mariette Sophie Stephano - Malásia - Merlyn Therese McKelvie - Malta - Monica Sunnura - Marrocos - Naima Naim - México - María Cecilia González Du Pree - Noruega - Birgit Andersen - Nova Zelândia - Heather Gettings - Reino Unido - Jennifer Lowe Summers - República Dominicana - Jeanette de Ocoa - Suécia - Gunilla Ingrid Anna Andersson - Suriname - Linda Haselhoef - Síria - Feryelle Jalal - Suíça - Janine Söllner - Trindade e Tobago - Diane de Freitas - Turquia - Inci Asena - Venezuela - Jenette Kopp Arenas |

## Histórico

### Desclassificação
- Nigéria - Uzor Okafor

### Substituição
- Ceilão - Lorraine Roosmalecocq ► Priscilla Martenstyn

### Desistências
- Áustria - Evi Rieck
- Bolívia - Toty Lopez
- Colômbia - Maria Estela Sáenz Calero
- Checoslováquia - Dagmar Silvinová
- Espanha - Paquita Torres Pérez
- Nicarágua - Patricia Estela Mena Singer
- Paraguai - Mirtha Martinez Sarubbi
- Rodésia - Gaynor Watts
- Singapura - Catherine Chang
- Tailândia - Supaphon Nilseri
- Taiti - Sonia Agnieray
- Uruguai - Susana Regeden